# 聖安宮 (萬華區)
聖安宮位於台灣台北市西園路，為主祀天上聖母之道教廟宇。該建物興建於1980年，今為位於台北萬華區之仿古廟宇建築。另外，該廟宇的組織型態為管理委員會制，祭典日期則是每年農曆之三月廿三。